# 一次構造

タンパク質の一次構造は直鎖のアミノ酸である

一次構造（いちじこうぞう、primary structure）とは生化学において、生体分子の特定の単位とそれらをつなぐ化学結合の正確な配置のことである。DNA、RNAや典型的な細胞内タンパク質のように、分岐や交差のない典型的な生体高分子においては、一次構造は核酸やアミノ酸といった単量体の配列と同義である。「一次構造」という言葉は、1951年にリンダーストロム・ラングによって初めて用いられた。一次構造はしばしば誤って「一次配列」と呼ばれるが、二次配列、三次配列という概念がないように、このような用語は存在しない。

## ポリペプチドの一次構造
通常ポリペプチドには分岐がないため、一次構造はアミノ酸の配列と一致する。しかしタンパク質はジスルフィド結合などで交差しうるため、交差点のアミノ酸（この場合はシステイン）を明示する必要がある。その他の交差にはデスモシンなどがある。
ポリペプチド鎖中のキラル中心はラセミ化している。特にタンパク質中に見られるLアミノ酸は、ほとんどのプロテアーゼで切ることのできないDアミノ酸に自発的に異性化する。
最終的に、タンパク質は様々な翻訳後修飾を受ける。これらを以下に簡潔に述べる。
ポリペプチド鎖のN末端のアミノ酸は以下のような修飾基と共有結合している。
アセチル化 {\displaystyle \mathrm {-C(=O)-CH_{3}} }
N末端アミノ酸の正電荷はアセチル基に置換することで消失する。
ホルミル化 {\displaystyle \mathrm {-C(=O)H} }
翻訳後のN末端メチオニンは常にホルミル基でブロックされている。ホルミル基（グリシンかセリンに繋がっている場合はメチオニン残基自体）は、デホルミラーゼという酵素によって除去される。
ピログルタミン酸化
N末端のグルタミンは自己環化し、環状のピログルタミン酸基を生じる。
ミリストイル化 {\displaystyle \mathrm {-C(=O)-\left(CH_{2}\right)_{12}-CH_{3}} }
アセチル化と似ているが、メチル基の代わりに14の疎水性炭素鎖からなる尾部を持つ。これにより、タンパク質は細胞膜に固定される。
ポリペプチド鎖のC末端のカルボキシル基も以下のような修飾基と共有結合している。
アミド化
C末端でも、アミド基が付加すると負電荷が打ち消される。
グリコシルホスファチジルイノシトール（GPI）付加
グリコシルホスファチジルイノシトールは大きな疎水性のリン脂質であり、タンパク質を細胞膜上に繋ぎとめる。この基はC末端にアミド、エタノールアミン、種々の糖、ある種のリン脂質を介して結合する。
最終的にペプチドの側鎖は次のような共有結合で修飾される。
リン酸化
切断以外では、リン酸化が最も重要なタンパク質の化学的修飾かもしれない。リン酸基はセリン、トレオニン、チロシン残基の水酸基に結合して負電荷を与え、非天然アミノ酸にする。この反応はキナーゼによって触媒され、逆反応はホスファターゼによって触媒される。セリンやトレオニンは構造変化を起こしてしまうため、リン酸化チロシンはよくタンパク質同士を負電荷により接着する道具として使われる。リン酸化されたセリンやトレオニンの効果は、その部分をグルタミン酸に置換することで確かめられる。
糖鎖付加
糖がセリン、トレオニンの水酸基、あるいはアスパラギンのアミド基に付加する。糖の付加には、溶解度の増加から複雑な認識まで様々な機能がある。糖鎖の付加はツニカマイシンなどの阻害剤で阻害できる。
脱アミド化
この修飾ではアスパラギンやアスパラギン酸の側鎖がスクシンイミド中間体を作る。中間体が加水分解されるとアスパラギン酸かβアミノ酸のイソアスパラギンができる。どちらにしてもアスパラギンからアミド基が失われるため、「脱アミド化」という。
ヒドロキシル化
プロリン残基は2か所で、リシンは1か所でヒドロキシル化されうる。ヒドロキシプロリンはコラーゲンを安定化される主要成分である。ヒドロキシル化はアスコルビン酸を必要とする酵素によって触媒されており、これが不足すると壊血病など関節組織の障害を引き起こす。
メチル化
いくつかの残基はメチル化されるが、最も顕著なのはリシンとアルギニンの側鎖である。リシンは3か所がメチル化されうる。しかし、メチル化によって側鎖の正電荷は影響を受けない。
アセチル化
リシンのアミノ側鎖のアセチル化は、N末端のアセチル化と同じ機構である。しかし機能的には、リシン残基のアセチル化はタンパク質の核酸への結合に関わる。リシンの正電荷は失われ、負電荷を持つ核酸との結合は弱まる。
スルホン化
チロシンの酸素原子はスルホン化されうる。頻繁に見られる修飾でないが、小胞体ではなくゴルジ体で行われる。リン酸化チロシンと同様にスルホン化チロシンは細胞表面のケモカインレセプターのように、ある種の認識に関わる。またリン酸化と同様に、スルホン化では中性の側鎖に負電荷を与える。
プレニル化およびパルミトイル化 {\displaystyle \mathrm {-C(=O)-\left(CH_{2}\right)_{14}-CH_{3}} }
ファルネシル基、ゲラニル基、ゲラニルゲラニル基など、疎水性のイソプレンやパルミトイル基はシステイン残基の硫黄原子に付加し、タンパク質を細胞膜に繋ぎとめる。GPIやミリトイル基と異なり、末端に結合していなくてもよい。
カルボキシル化
カルボキシル基を付加し、2価の負電荷を与える比較的珍しい修飾である。グルタミン酸の側鎖に付加し、4-カルボキシグルタミンを与える。カルシウムのような金属イオンを強固に結合させるために行われる。
ADPリボシル化
大きなADPリボシル基は、タンパク質の様々な残基に導入される。この修飾は細菌の強力な毒素によって引き起こされる。
ユビキチン化およびSUMO化
完全長で折りたたまれたタンパク質のC末端が、他のタンパク質のリシンのアンモニウム基に修飾されることがある。ユビキチンは代表的なもので、ユビキチンタグはタンパク質が分解を受けるシグナルとなる。
これらの修飾は翻訳後に、多くは小胞体で行われる。シアン化などのその他の化学反応は、生体内では起こらないが実験室内では行われている。

## 一次構造の修飾
上述した様々な修飾に加えて、一次構造に対する最も重要な修飾はペプチドの切断である。タンパク質は不活性の状態で合成されることがあるが、N末端やC末端によって活性中心がブロックされていることが多い。不必要なペプチドを切り落とすことで機能が発現する。
セリン（まれにトレオニンも）の水酸基やシステインのチオール基が、上流のペプチド結合のカルボニル炭素を攻撃して四配位の中間体を作るように、ある種のタンパク質は自分自身を切断することができる。中間体は安定なアミド基に開裂するが、分子間相互作用のため不安定になり、ペプチド結合の代わりにセリン、トレオニンとのエステル結合やシステインとのチオエステル結合を作る。この化学反応はN-Oアシル転移と呼ばれている。
ここで生じたエステル結合、チオエステル結合は次のような方法で解消される。加水分解され、アミノ基が新たなN末端になる。グリコシルアスパラギナーゼの成熟の時などに見られる。β脱離が起こり、新しいN末端にピルボイル基が生じる。Sアデノシルメチオニンデカルボキシラーゼのような酵素の補酵素を共有結合する際に使われる。分子内エステル交換が起こり、分岐ポリペプチドが生じる。インテインにおいては、新しいエステル結合はC末端のアスパラギンによってすぐに壊される。分子間エステル交換が起こり、ポリペプチド全体が変換される。ヘッジホッグタンパク質の自動プロセッシングの際に起こる。

## タンパク質一次構造の歴史
タンパク質がαアミノ酸の直鎖だという説は、1902年にカールスバートで開催された第74回ドイツ学術会議で、2人の科学者によりほぼ同時に提唱された。フランツ・ホフマイスターは、タンパク質のビウレット反応の観察に基づく発表を朝の講演で行った。数時間後にはエミール・フィッシャーがペプチド結合のモデルからの同様の発表を行った。
タンパク質がアミド結合を含んでいるという説は、1882年にはフランスの化学者であるエドアール・グリモーにより提唱されていた。これらのデータや、タンパク質が分解されるとオリゴペプチドが生じるという証拠があったにもかかわらず、タンパク質は直鎖で分岐のないアミノ酸のポリマーだという主張はすぐには受け入れられなかった。ウィリアム・アストベリーのような著名な科学者でさえ、熱振動を受けやすいこのような長い分子を支えるほどの強さを共有結合が持ちうるのか疑問に思っていた。ヘルマン・シュタウディンガーも、「ゴムは高分子からできている」と主張した1920年代に同じような偏見を受けている。

### その他の仮説と否定
タンパク質の構造について、いくつもの別の仮説が提起されていた。
コロイドタンパク質説は、タンパク質はコロイド状態の微小粒子の集合体であるとする説である。しかしこの説は、1920年代にテオドール・スヴェドベリが超遠心の実験、およびウィルヘルム・ティセリウスが電気泳動の実験でタンパク質が固有の質量を持っていることを証明したことにより否定された。
また別の説には、直鎖のポリペプチドはシクロール型の再構成 C=O + HN {\displaystyle \rightarrow } C(OH)-N を受けてアミド基が結合し、二次元的な繊維になると提唱したドロシー・リンチによるシクロール説がある。さらに別の一次構造に関する説はエミール・アブデルハルデンによるジケトピペラジン説、1942年に提唱されたピロール/ピペリジン説がある。結局これらの説は、フレデリック・サンガーがインスリンの配列を解読し、マックス・ペルツとジョン・ケンドリューがミオグロビンとヘモグロビンの結晶構造を決定したことによって否定された。

## 二次構造、三次構造との関係
生体高分子の一次構造は多くの場合三次構造として知られる三次元的な形を決定するが、核酸やタンパク質のフォールディングは複雑すぎて一次構造から全体の形や二次構造を予測することはできない。しかし、同じファミリーに属するようなホモロジーの似たタンパク質の形が既知であれば形を予測することはできる。タンパク質のファミリーはクラスタリング解析を元に決められ、構造ゲノミクスプロジェクトは代表的な構造の一覧を作ることを目的としている。

## 他の分子の一次構造
タンパク質以外の直鎖状のヘテロポリマーでも、「一次構造」という用語が使われるが、タンパク質に関して使われているような一般的な用語ではない。やはり二次構造を持つRNAでは、塩基の直鎖はDNAで言われているように単に「配列」と言われる。多糖のような生体高分子も一次構造を持つとみなせるが、同様に一般的な用語ではない。